# Окорський заказник
Око́рський зака́зник — гідрологічний заказник місцевого значення в Україні. Розташований у межах Локачинського району Волинської області, між селами Великий Окорськ і Малий Окорськ.
Площа 78,3 га. Статус надано 1993 року. Перебуває у віданні: Затурцівська сільська рада.
Статус надано для збереження цінного водно-болотного природного комплексу в басейні річки Серна. Територія заказника охоплює: Окорське озеро карстового походження (55,3 га), прибережні болота (22,3 га) і луки (0,7 га).

## Озеро
На дні озера зростають харові водорості, а поверхні – водяний горіх, занесений до Червоної книги України, угруповання латаття білого та глечиків жовтих Nuphar lutea, занесені до Зеленої книги України. По берегах ростуть аїр тростиновий, білозір болотний, плодоріжка болотна, калюжниця болотяна, жовтець повзучий, різні види осок, очерет звичайний, рогіз широколистий, а також водяний різак, що утворює кущоподібні зарості на заболочених, непротічних мілководних ділянках із мулисто-торф'яними ґрунтами. З південно-східного боку озера росте вербове насадження. Трапляються види, занесені до Червоної книги України – осока затінкова, плодоріжка блощична. 
В озері мешкають різні види риб: щука звичайна, амур білий, лящ звичайний, карась сріблястий, плітка звичайна, короп, окунь. Багата фауна водоплавних й навколоводних птахів: норець великий, крижень, чернь червоноголова, чернь чубата, лунь очеретяний, лиска, курочка водяна, очеретянка велика, вівсянка очеретяна. Під час перельотів тут зупиняється чапля сіра – рідкісний вид, занесений до Червоної книги України та Червоного списку МСОП.

## Галерея

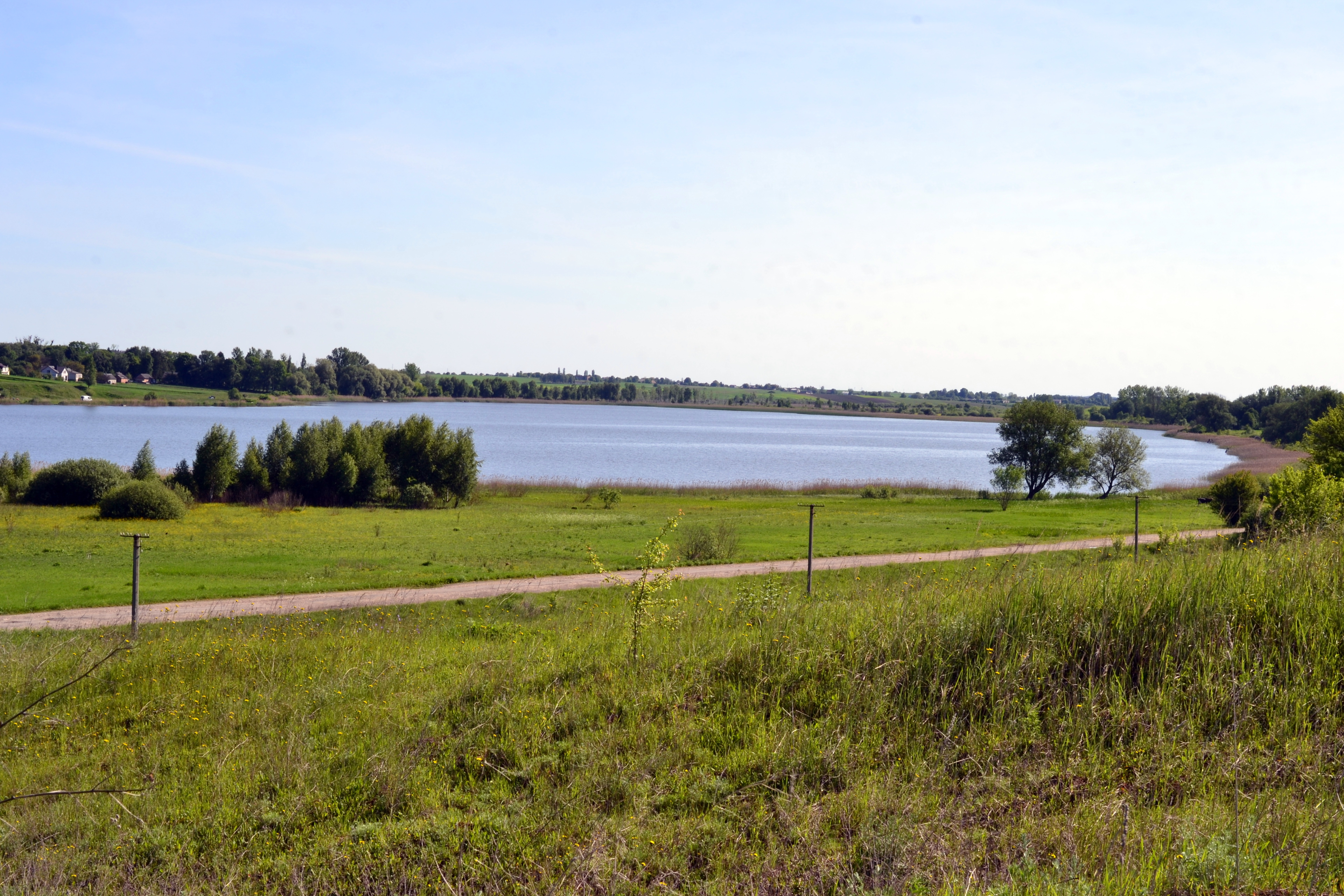
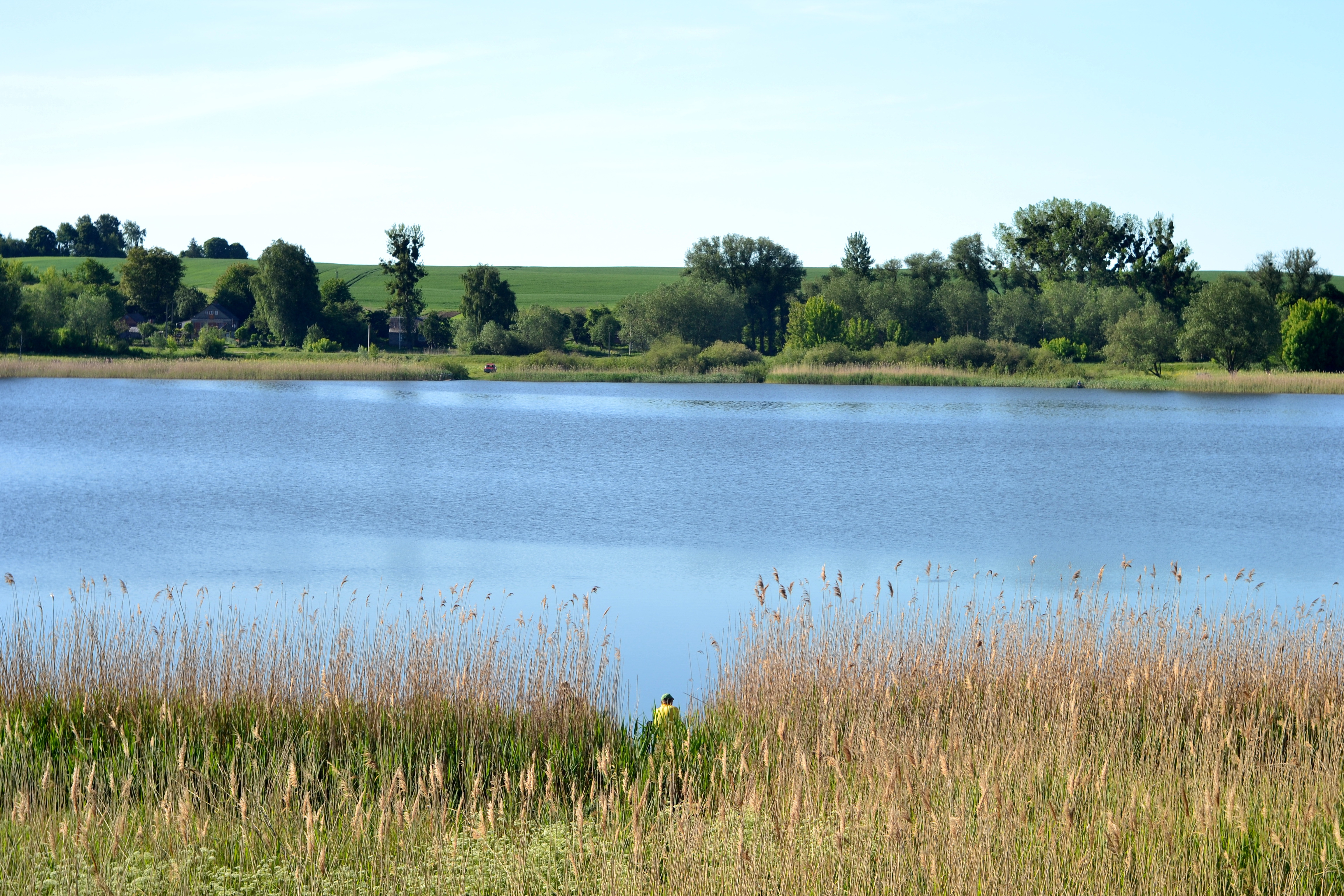
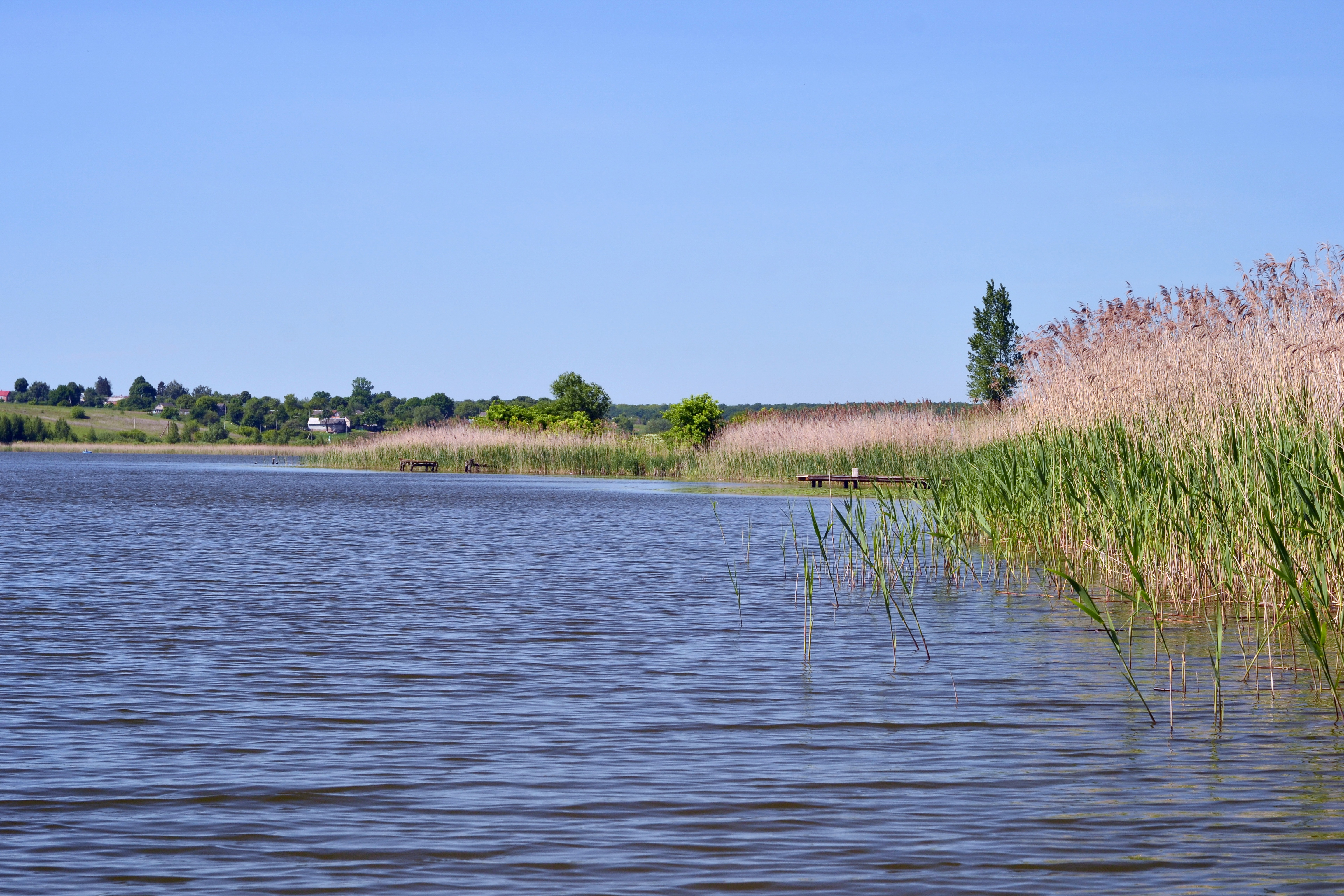
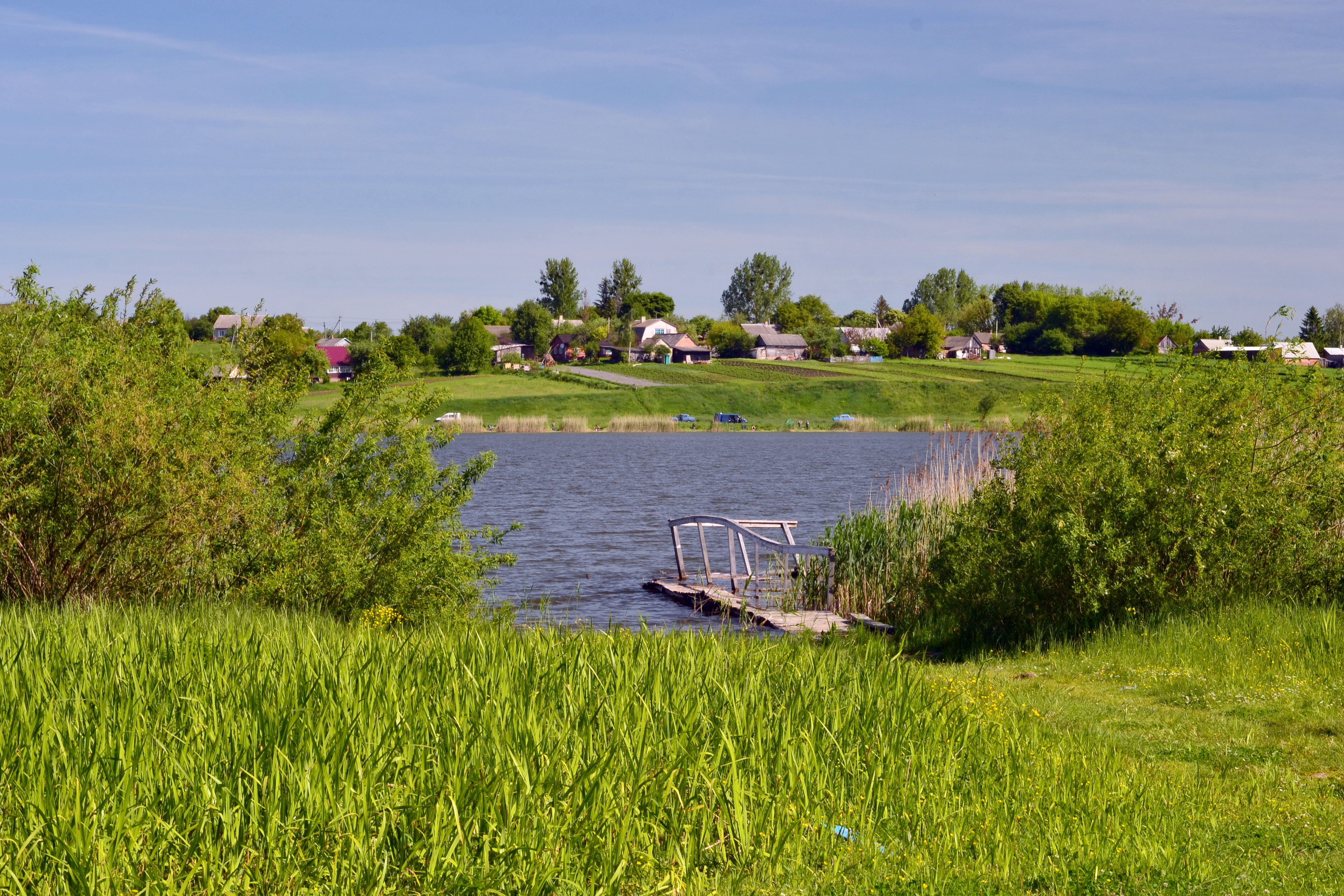
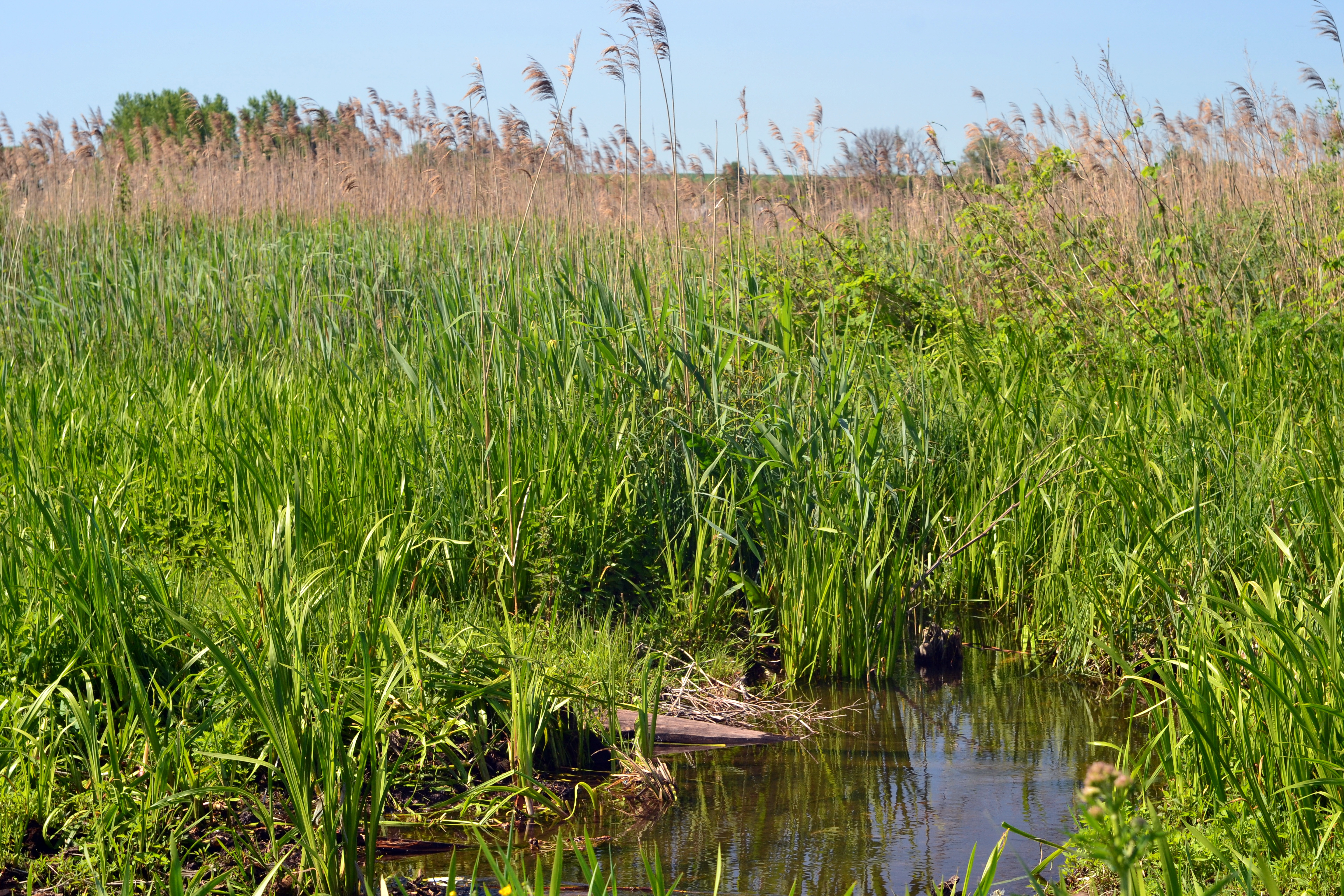
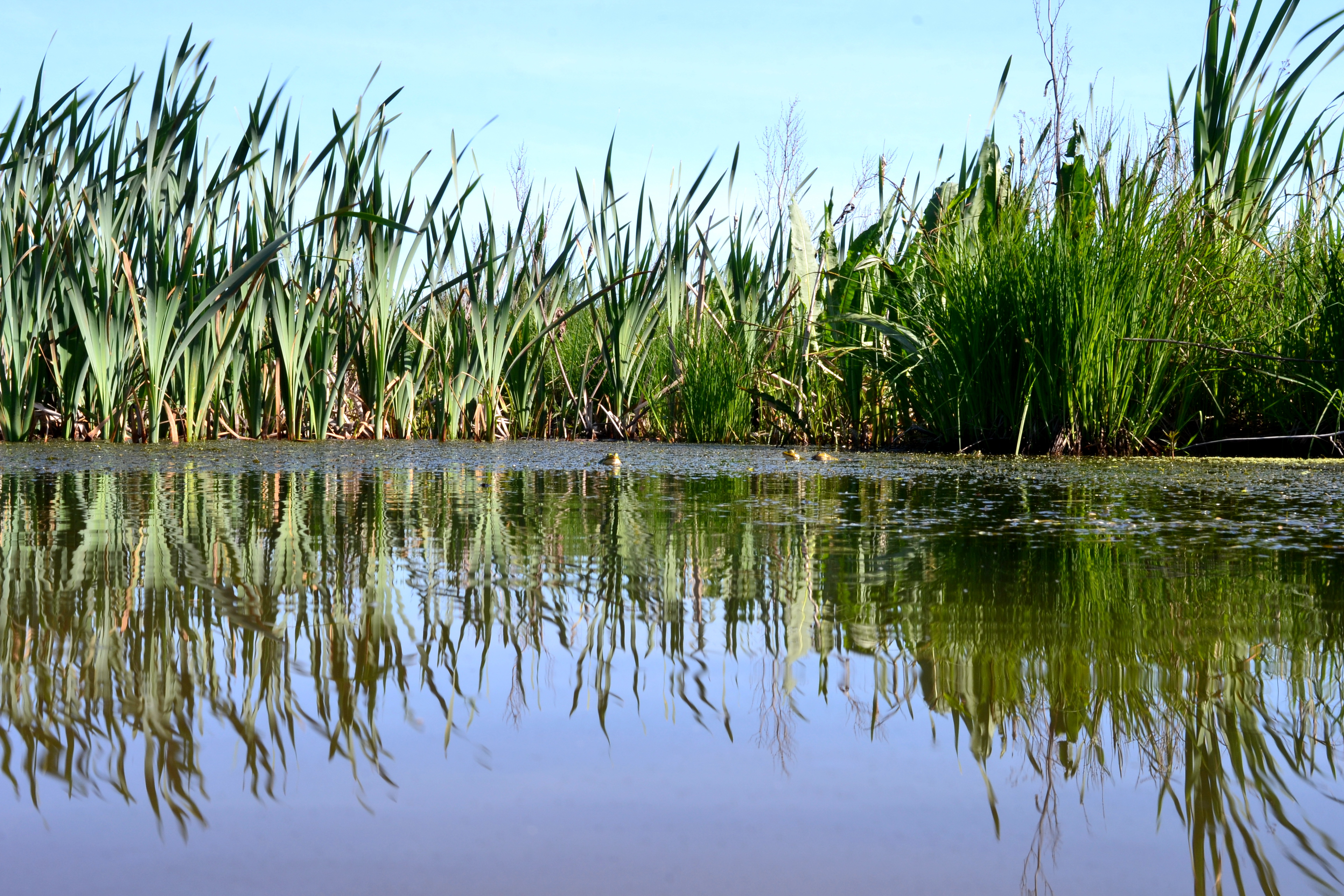
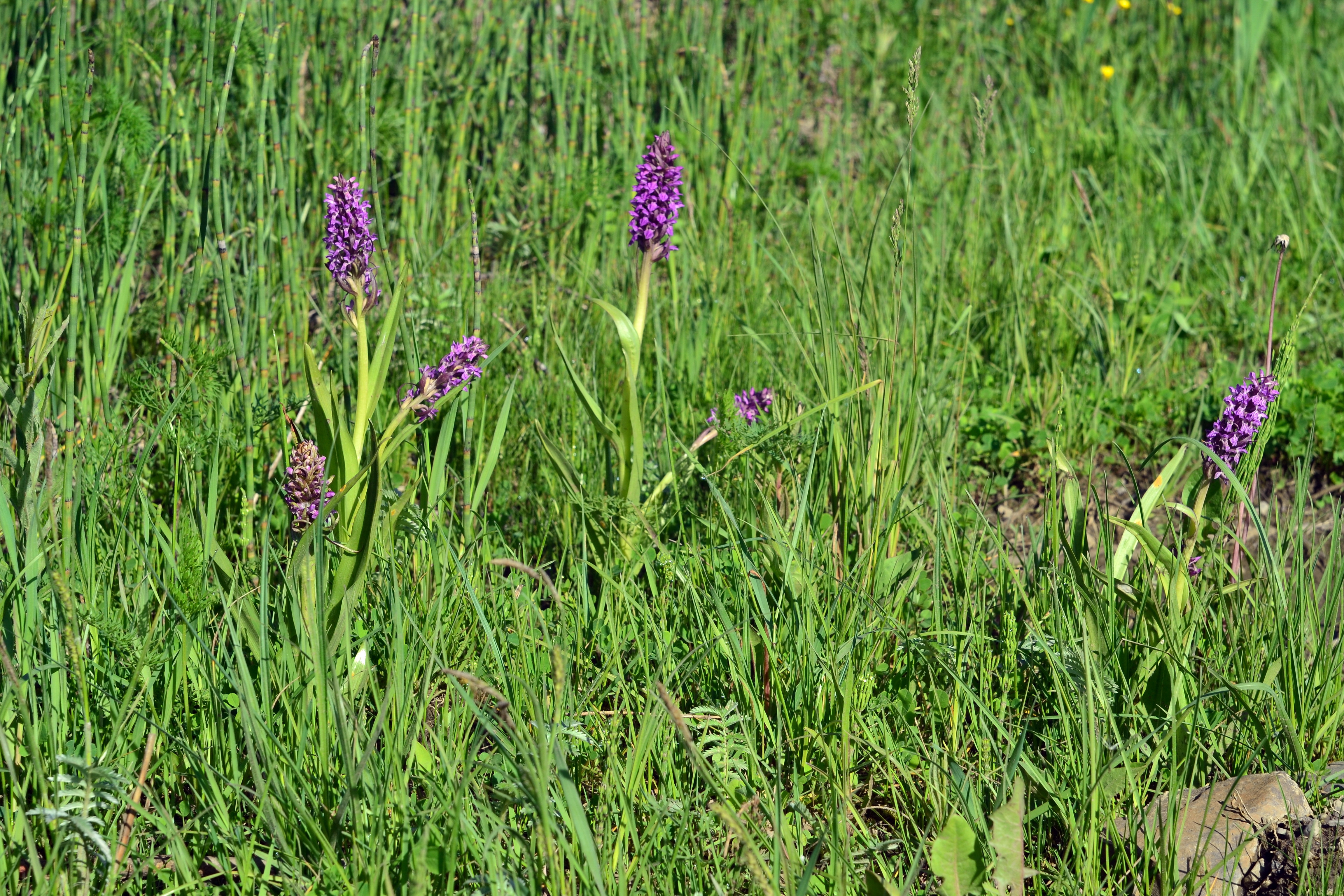
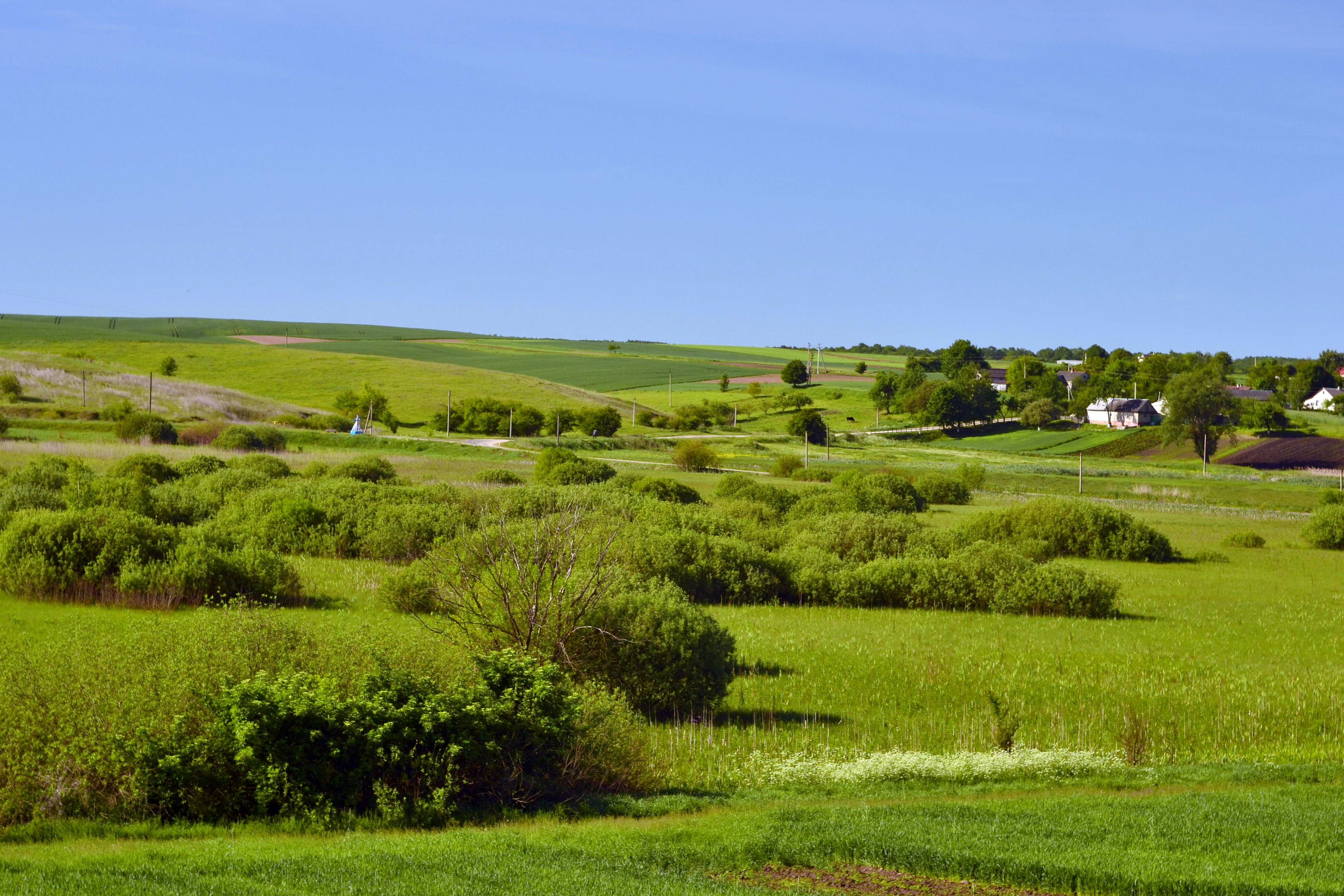